# Streetdance
Ej att förväxlas med Hiphopdans, en del av Streetdansen

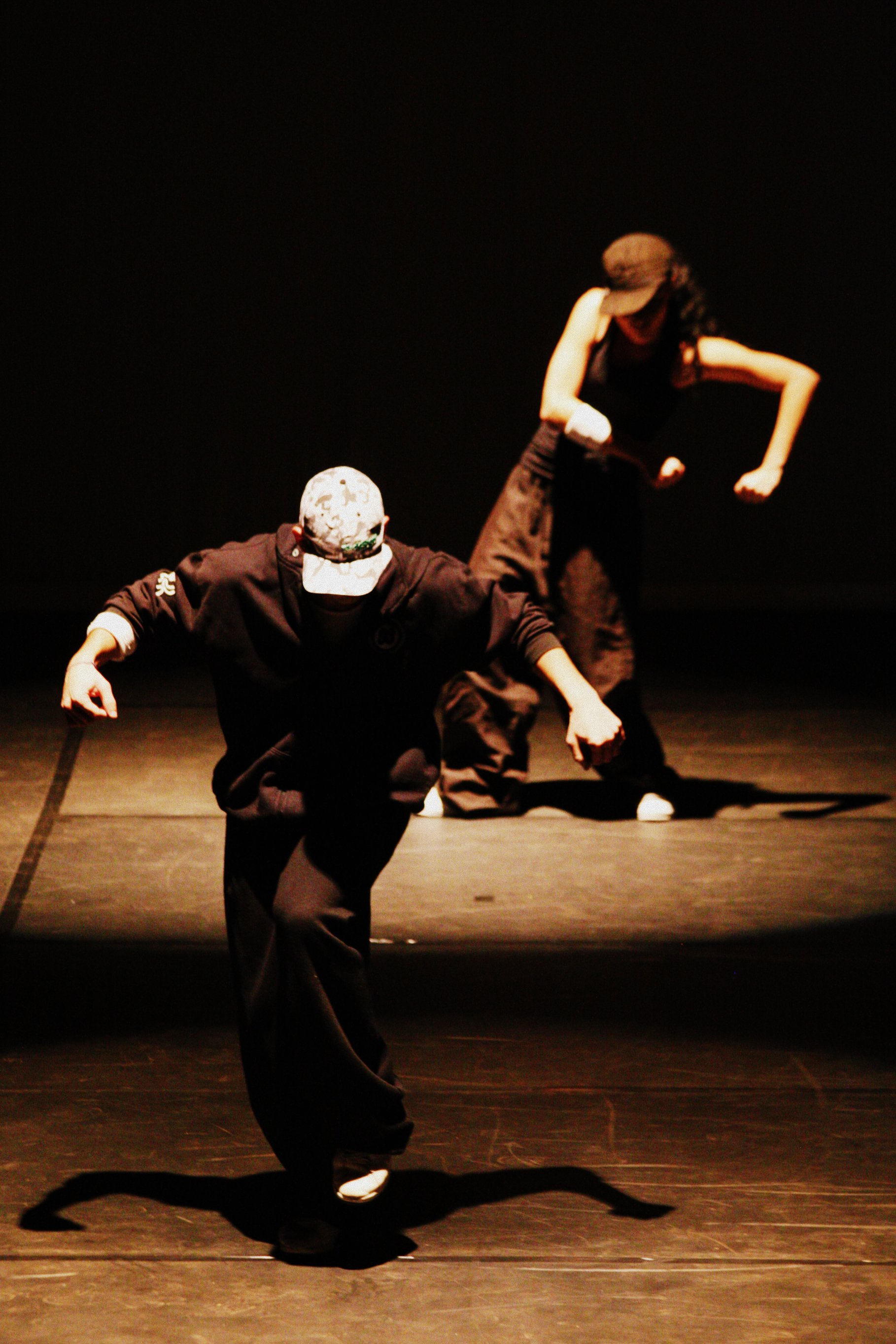
Streetdansare på URBANOS Dance Contest i Brasilien

Streetdance är ett samlingsnamn för de globala danser som utvecklats utanför dansstudios och inom sociala utrymmen såsom gator, klubbar och parker, med ursprung i det sena 1960-talets afroamerikanska och latino-New York. Framförallt breaking, hiphopdans, locking, popping och house.
Streetdance är alltså inte en enda specifik dans, varför det är missvisande att förklara streetdance som en del av hiphopkulturen eller samma sak som hiphopdans. Det är tvärtom så att hiphopkulturens danser ingår i begreppet street. Att dessa förväxlas och att linjerna har suddats ut, handlar först och främst om att just hiphop har varit och är den största dansen inom street.
Medan streetdance i huvudsak avser danser utvecklade utanför dansstudior, så har också nya subdanser uppstått inom dansstudios. Då dessa kommersialiserat streetdans för att kombinera med bland annat jazzdans och balett.

## Lista över streetdanser
Nedan är en lista över streetdanser, allt från traditionella till moderna elektroniska stilar.
| Hiphop & Funkstyles - Bankhead Bounce - Bobble head dance - Bounce - Breaking / B-boying - Crip Walk - The Dougie - Jerkin' - Memphis Jookin' - Krumping - Locking - Robot dance | - Popping - Gliding, sliding, and floating - Electric boogaloo - Strobing - Ticking - Tutting - Waving - Snap dance - The Humpty Dance - The Crumply Dance | House & Discodans - Footwork/Juke - Electro Flogger - Hustle - Jacking - Lofting - Electro Dance - The Perculator - Vogue - Waacking |

### Lista över vernakulär dans
Andra dansstilar som uppstått folkligt och för kulturen inhemskt, men inte kallas streetdance:
| Afroamerikansk dans - Black Bottom - Blues dance - Boogie-woogie - Breakaway - Cabbage patch - Cakewalk - Charleston - Chicago stepping - Jitterbug - Lindy hop - Litefeet - Rock n roll - Monkey - Swing - Stepping - Tap dance - Texas Tommy | Afro-Karibisk dans - Flexing - Dancehall - Skanking - Merengue - Rumba - Salsa - Reggaeton - Zouk Rock, Ska & Punk - Air guitar - Hardcore - Headbanging - Moshing - Pogo - Sharpie dance Sydamerikansk dans - Lambada - Grinding - Capoeira - Samba - Tango | Techno, Trance, Hard & Ravedans - Glowsticking - Liquid and digits - Melbourne Shuffle - Hakken - Hardstep - Industrial dance - Jumpstyle - Para Para - Free Step - X-Outing Västafrikansk dans - Afrobeats / Afrofusion - Punta Asiatisk dans - Chinese square dancing Egyptisk dans - Mahragan Brittisk dans - Northern soul Europeisk dans - Clogging |

## Utbildning
I Sverige är de främsta skolorna att erbjuda yrkes- och akademisk utbildning i streetdance följande skolor:

### Ursprunglig street
Åsa folkhögskola
- Stockholms Konstnärliga Högskola

### Kommersiell street och studiodans
- Diambra
- Fryshusets Danscenter
- Scandinavian Dance Academy